# Kosmos 388
O Kosmos 388 (em russo: Космос 388) também denominado DS-P1-Yu Nº 38, foi um satélite artificial soviético lançado ao espaço com sucesso no dia 18 de dezembro de 1970 através de um foguete Kosmos-2I a partir do Cosmódromo de Plesetsk.

## Características
O Kosmos 388 foi o trigésimo oitavo membro da série de satélites DS-P1-Yu e o trigésimo quinto lançado com sucesso após o fracasso dos lançamentos do segundo, do vigésimo terceiro e do trigésimo segundo membros da série. Sua missão era auxiliar sistemas antissatélites e antimíssil soviéticos.
O Kosmos 388 foi injetado em uma órbita inicial de 532 km de apogeu e 281 km de perigeu, com uma inclinação orbital de 71 graus e um período de 92,3 minutos. Reentrou na atmosfera terrestre em 10 de maio de 1971.